# Robert Gover
Robert Gover (* 2. November 1929 in Philadelphia, Pennsylvania; † 12. Januar 2015 in Rehoboth Beach, Delaware) war ein US-amerikanischer Journalist und Autor.

## Leben
Govers Vater verstarb bei einem Autounfall, als er noch ein Säugling war. Da seine Mutter, auch infolge der Weltwirtschaftskrise, mittellos war, gab sie ihren Sohn in die Obhut einer Stiftung in seiner Heimatstadt, des Waisenhauses und der Schule Girard College. Aufgrund seiner außergewöhnlichen Leistungen im Schwimmsport seiner Schule erhielt er ein Stipendium für weitere Studien. Er entschied sich für die University of Pittsburgh wegen des dortigen Programms für Kreatives Schreiben. Im ersten Studienjahr entschied er sich jedoch für ein Studium der Wirtschaftswissenschaften, das er 1952 mit dem Bachelor of Arts abschloss.
Gover arbeitete in den folgenden Jahren bei verschiedenen regionalen Zeitungen und zwei Jahre lang in der PR-Abteilung der Babcock & Wilcox Steel Company. Seit 1960 widmete er sich ganz seiner schriftstellerischen Tätigkeiten. 1962 konnte er seinen ersten Roman One Hundred Dollar Misunderstanding in Kalifornien veröffentlichen, nachdem dieser in den Oststaaten der USA keinen Verleger fand und zuerst in Frankreich erschien.
Bis 2006 veröffentlichte Gover mehr als ein Dutzend Romane und andere Werke, die zum Teil auch in deutscher Sprache verlegt wurden.
In den letzten Lebensjahren zog Gover von Kalifornien nach Delaware, wo er 2015 verstarb.

## Veröffentlichungen
- Hundred Dollar Misunderstanding. 1961. (Reprint: Creative Arts Books, Berkley, Kalifornien USA 2000, ISBN 0-88739-327-6)
  - deutsch: Ein Hundertdollar Mißverständnis. Rowohlt, Reinbek bei Hamburg 1965. (Platz 1 der Spiegel-Bestsellerliste vom 7. bis zum 27. Februar und vom 28. März bis zum 3. April 1966)
- The Maniac Responsible. Grove Press, New York City, USA 1963.
- Here Goes Kitten. 1964. (Reprint: Arrow Books, London, England 1978, ISBN 0-09-918260-2)
  - deutsch: Kitten in der Klemme. Rowohlt, Reinbek bei Hamburg 1967.
- Poorboy at the Party. Trident Press, New York City, 1966.
- J. C. Saves. Trident Press, New York City, USA 1968, ISBN 0-671-77101-9.
  - deutsch: Trip mit Kitten. Rowohlt, Reinbek bei Hamburg 1971, ISBN 3-498-02411-6.
- Going for Mr. Big. Bantam Books, Toronto 1973.
- On the Run with Dick and Jane. Hopewell Publications, Titusville, New Jersey, USA 2006, ISBN 1-933435-12-7.